# Free Form (Donald Byrd)
Free Form è un album di Donald Byrd, pubblicato dalla Blue Note Records nel 1963. Il disco fu registrato l'11 dicembre 1961 al Van Gelder Studio di Englewood Cliffs, New Jersey (Stati Uniti).

## Tracce
Brani composti da Donald Byrd, tranne dove indicato
Lato A
1. Pentecostal Feeling – 6:41
2. Night Flower – 6:46 (Herbie Hancock)
3. Nai Nai – 6:35

Lato B
1. French Spice – 8:00
2. Free Form – 11:09

Edizione CD del 2004, pubblicato dalla Blue Note Records
Brani composti da Donald Byrd, tranne dove indicato
1. Pentecostal Feeling – 6:41
2. Night Flower – 6:46
3. Nai Nai – 6:35 (Herbie Hancock)
4. French Spice – 8:00
5. Free Form – 11:09
6. Three Wishes – 5:12 (Herbie Hancock) – Bonus Track

## Musicisti
- Donald Byrd - tromba
- Wayne Shorter - sassofono tenore
- Herbie Hancock - pianoforte
- Butch Warren - contrabbasso
- Billy Higgins - batteria[4]